# 冉店乡
冉店乡是中国陕西省咸阳市长武县下辖的一个乡。2011年，撤销冉店乡，并入亭口镇。

## 行政区划
冉店乡下辖以下行政区：
二厂村、冉店村、崔家门村、宝盖村、下孟村、山庄村、礼村、上孟村、上河村、下河村、马屋村、碾子坡村、谢家河村